# Прапор Франш-Конте
Прапор Франш-Конте — прапор регіону на сході Франції, що межує зі Швейцарією. На лазуровому полі з золотими злитками зображено коронованого лева, що розгулює, з язиком і пазурами золотистого кольору. Цей герб був створений в епоху Високого Середньовіччя Оттоном IV, графом Бургундії, як заміна орла, який раніше був геральдичним символом Бургундії, щоб вказати на більш тісний зв'язок з Королівством Франція.  Як і багато інших місцевих символів у Франції, він кілька разів був близький до зникнення, або через брак інтересу з боку населення, або коли геральдика такого роду була скасована, зокрема, після Французької революції та після Другої світової війни, у 1982 році. Однак наприкінці 1980-х років Едгар Фор, президент ради регіону Франш-Конте, створив на його основі сучасний прапор. Хоча досі його рідко використовують, на початку 21 століття він набув популярності.